# Wilhelm von Le Suire
Wilhelm von Le Suire (9 de junio de 1787 - 10 de marzo de 1852), conocido en Grecia como Lessouiros (en griego: Λεσσουΐρος, Λεζουΐρος), fue un teniente general bávaro, ministro de Guerra bajo el mandato de Otón de Grecia durante 1834 y bajo el de Maximiliano II de Baviera del 21 de noviembre de 1848 al 29 de mayo de 1849.

## Biografía
Le Suire nació en Mengeringhausen. Se alistó en el ejército bávaro en 1806 y participó como oficial en las campañas de 1809 a 1815.
Durante 1833 y 1835 sirvió en Grecia, durante el consejo de regencia del rey menor de edad, Otón. A partir de mayo de 1834 sirvió como Ministro de Guerra en el Gobierno de Alexandros Mavrokordatos. A su regreso a Baviera, fue nombrado Oberst, en 1840 fue ascendido a General de División y a Brigadier. En 1848 fue ascendido a teniente general y pasó a ser comandante de división, y a finales de ese mismo año fue nombrado ministro de guerra del Reino de Baviera. Tuvo que retirarse por problemas de salud, y volvió a servir como comandante de división hasta 1852, cuando murió en Nuremberg.